# Чиньяни, Карло
Карло Чиньяни (итал. Carlo Cignani; 15 мая1628, Болонья — 6 сентября 1719, Форли) — итальянский граф, живописец академического направления болонской школы.

## Биография
Чиньяни родился в богатой болонской семье, учился у Джованни Баттисты дель Кайро, а затем у Франческо Альбани, изучал произведения Агостино Карраччи, Гвидо Рени, Тициана и Корреджо. Много работал для болонских церквей, писал портреты итальянской аристократии для высших духовных лиц. В болонском Палаццо Фарнезе им написаны две большие фресковые картины: «Король Франциск I, проездом через Болонью, печётся о больных» и «Въезд папы Павла III в Болонью». Получив от папы Климента XI за свои талант и труды титул графа, Чиньяни последние двадцать лет жизни провёл в Форли, Эмилия-Романья, занимаясь фресковой росписью купола в капелле Мадонны-дель-фуоко (Сappella della Madonna del Fuoco), «Мадонны пожара» Собора в Форли (в честь образа Мадонны с Младенцем, пережившего пожар в храме). На его работу в Форли оказала значительное влияние знаменитая роспись Корреджо в монастыре Сан-Паоло в Парме. Когда он отправился в Форли, Болонская академия, в которой он был в то время директором по папскому назначению, добровольно последовала туда за ним в полном составе. Важнейшие произведения Карло Чиньяни — «Иосиф и жена Потифара», «Вознесение Мадонны» (Ассунта), «Рождение Юпитера» и «Отцелюбие римлянки». Особенно привлекательными считаются у художника фигуры молодых женщин и детей.
Работая в период завершения блестящей эпохи Болонской школы живописи, которая во второй половине XVII столетия начинала приходить в упадок, Карло Чиньяни и Лоренцо Пазинелли тщетно старались в конце этого столетия воскресить былую славу ранних болонских художников.
У Карло Чиньяни учились Дж. М. Креспи, А. Маркезини. Среди учеников-продолжателей болонской традиции были Ванди, Санте, Штерн, Игнац, Франческини, Маркантонио, Манчини, Франческо, Кальца, Антонио, Джованни Баттиста Каччоли и другие.
Сын Карло — Феличе Чиньяни (1660—1724) и племянник Паоло (1709—1764) также были живописцами.
В санкт-петербургском Эрмитаже имеются две картины Карло Чиньяни: «Материнская любовь» и «Рождество Христа».

## Галерея

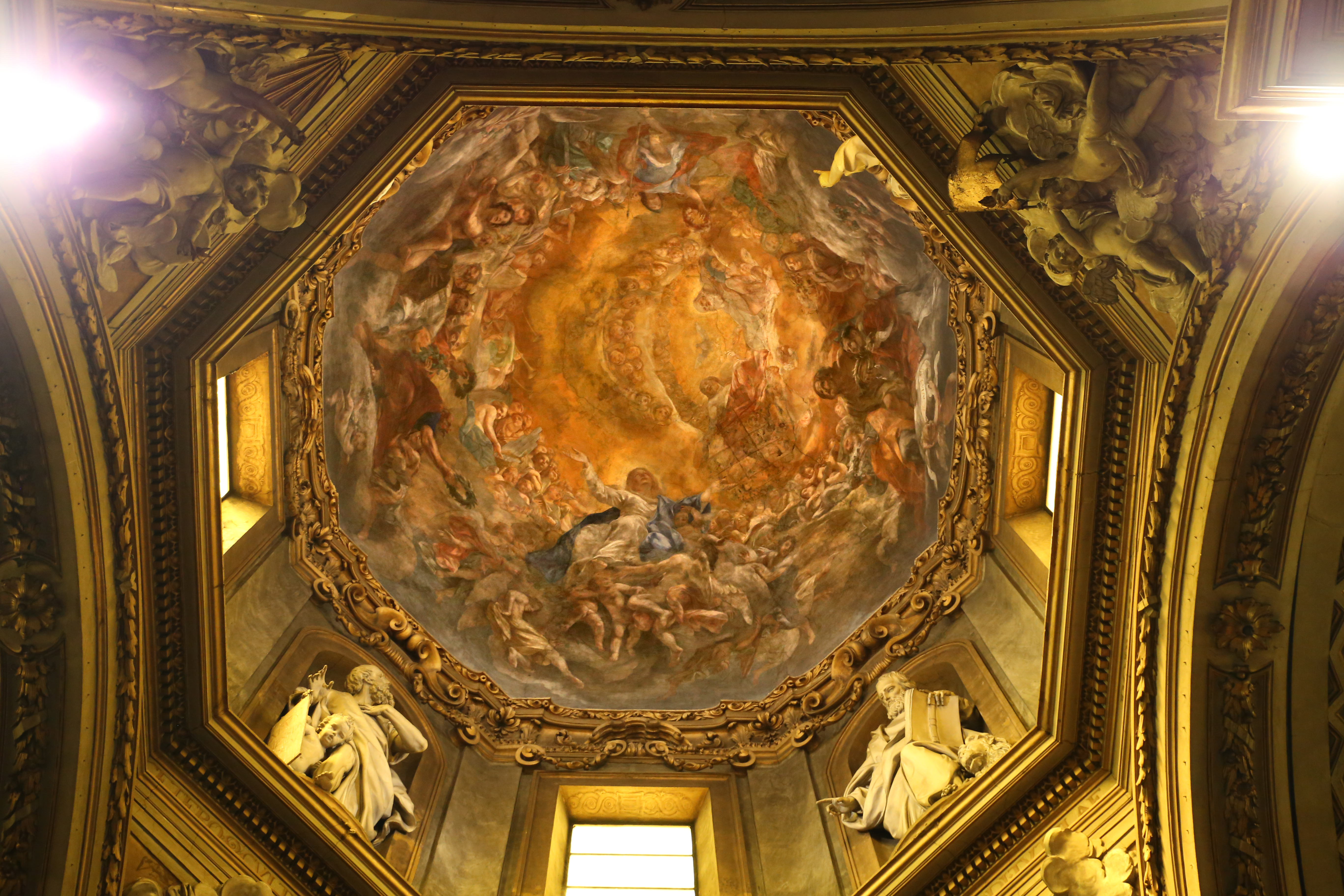
Ассунта (Вознесение Мадонны). Фреска купола Капеллы-дель-фуоко Собора в Форли
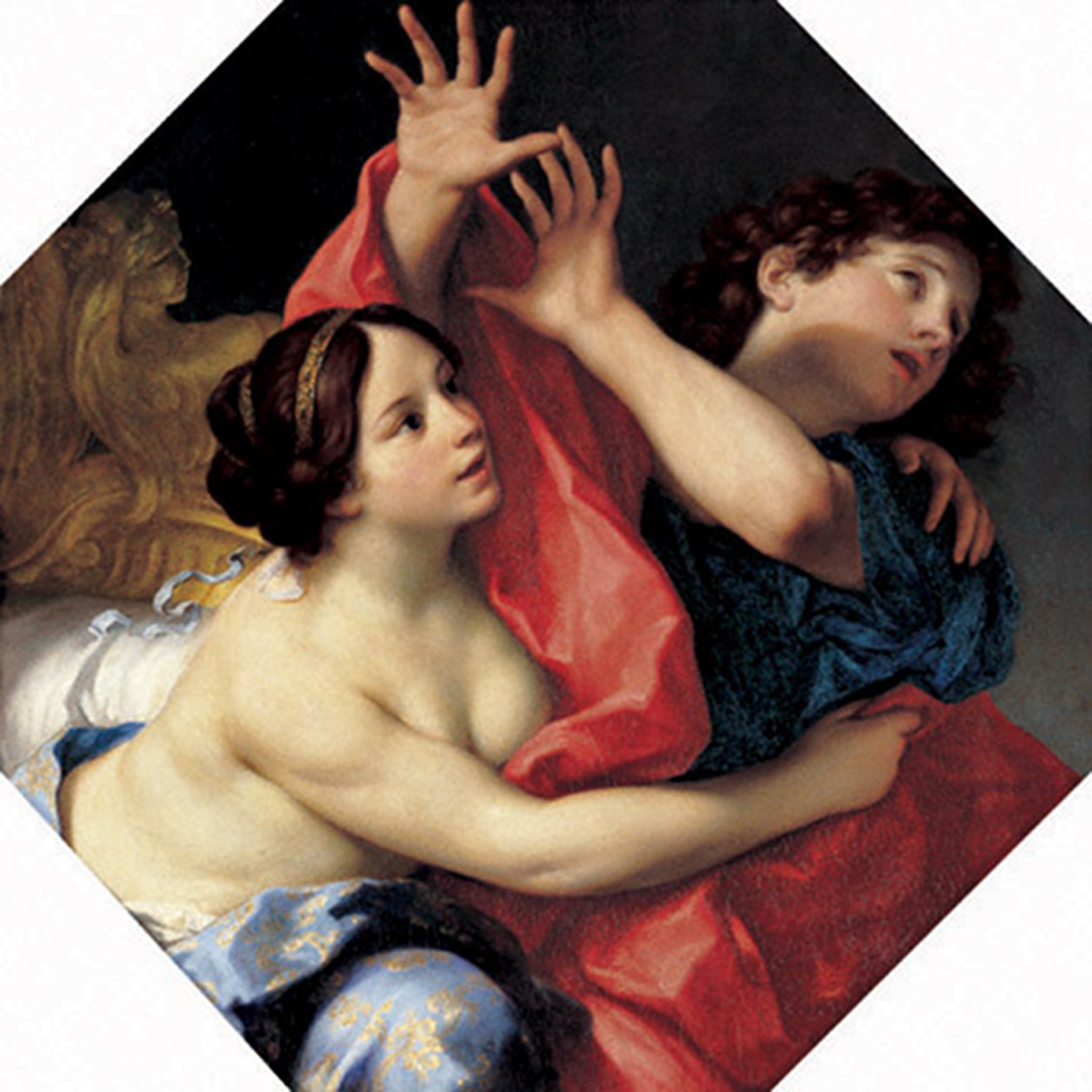
Иосиф и жена Потифара. Ок. 1680. Холст, масло. Галерея старых мастеров, Дрезден
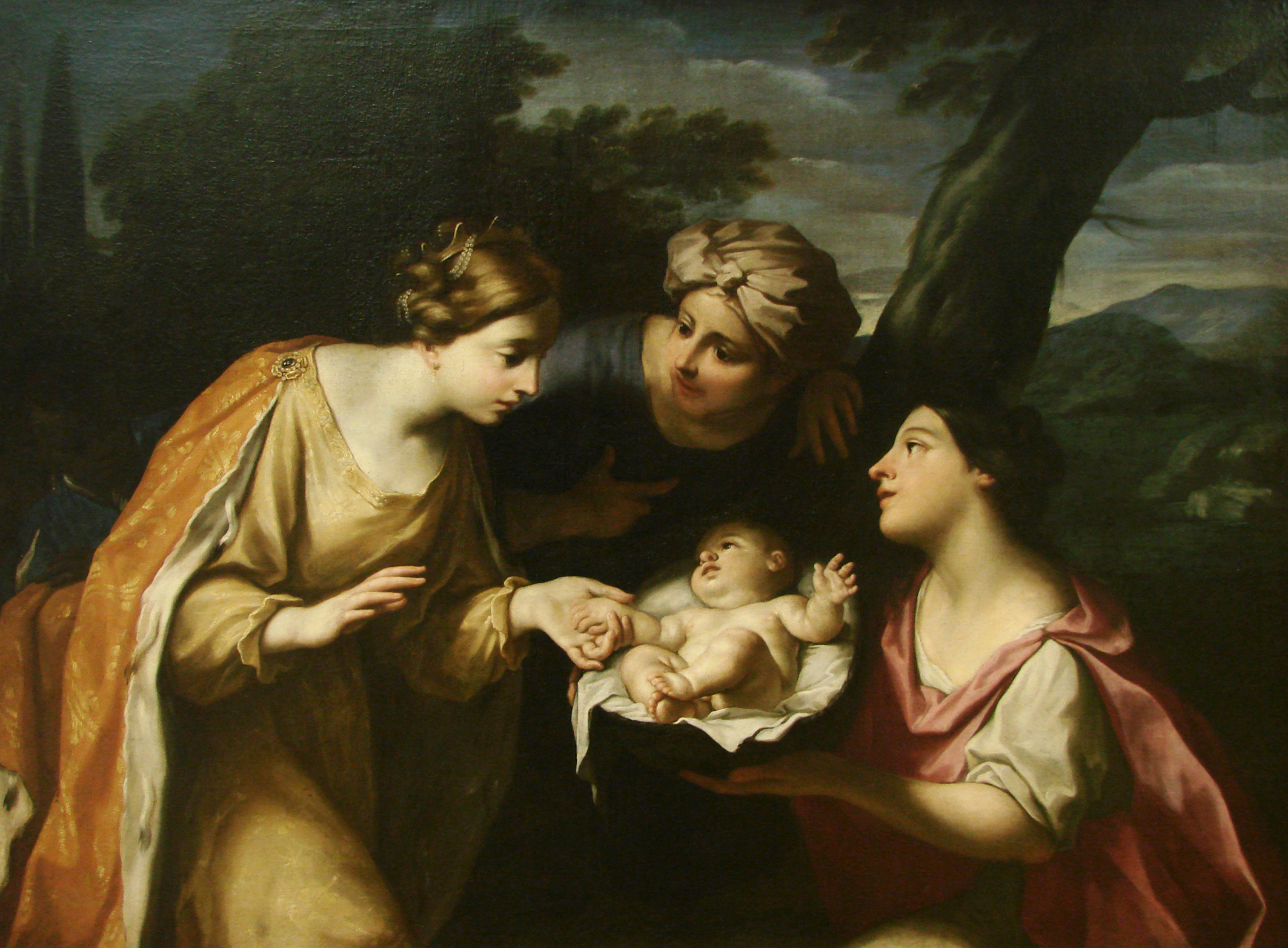
Нахождение Моисея. Холст, масло. Музей изобразительных искусств, Нанси
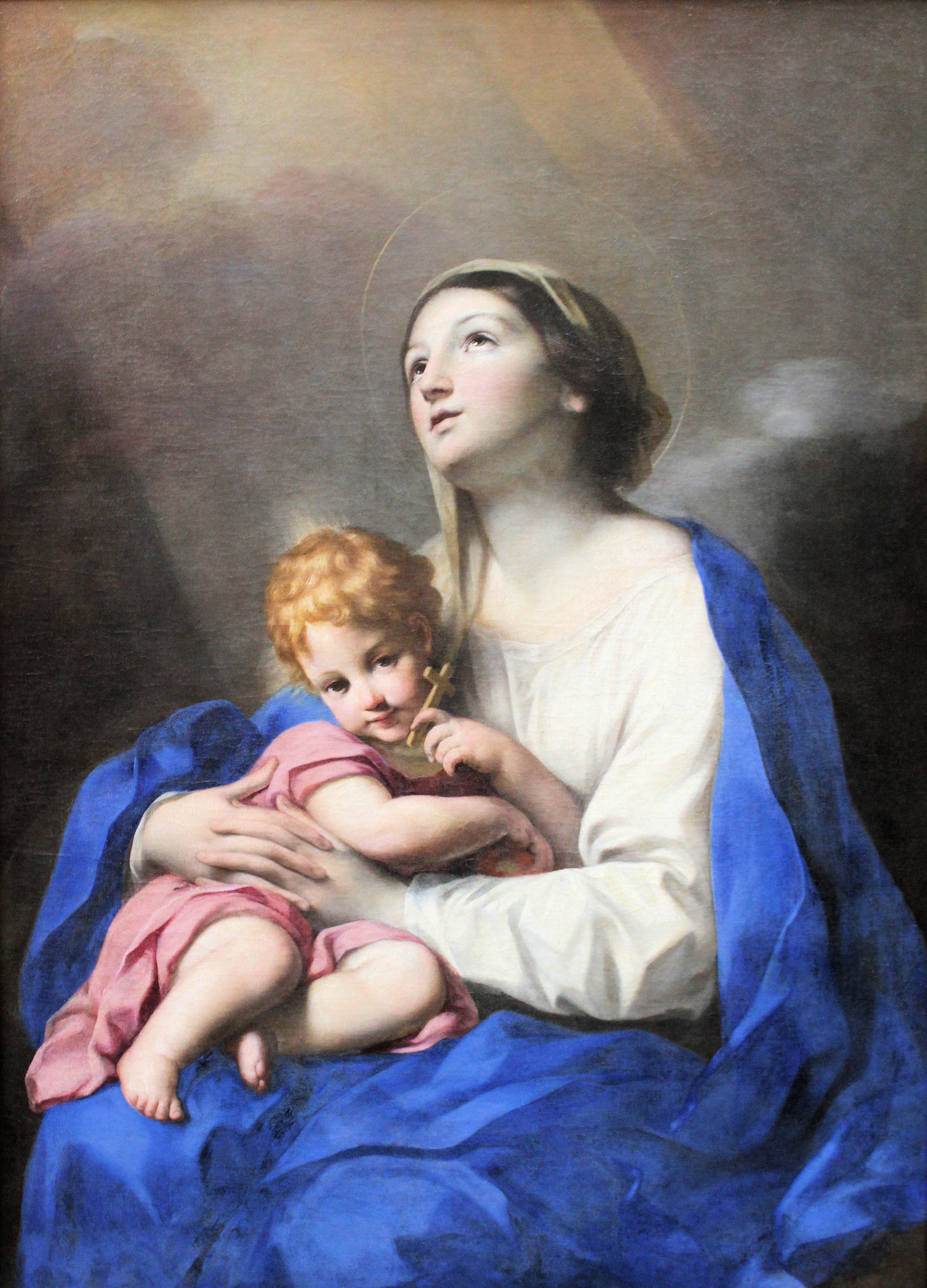
Мадонна с Младенцем. Ок. 1680. Холст, масло. Музей Конде, Шантийи
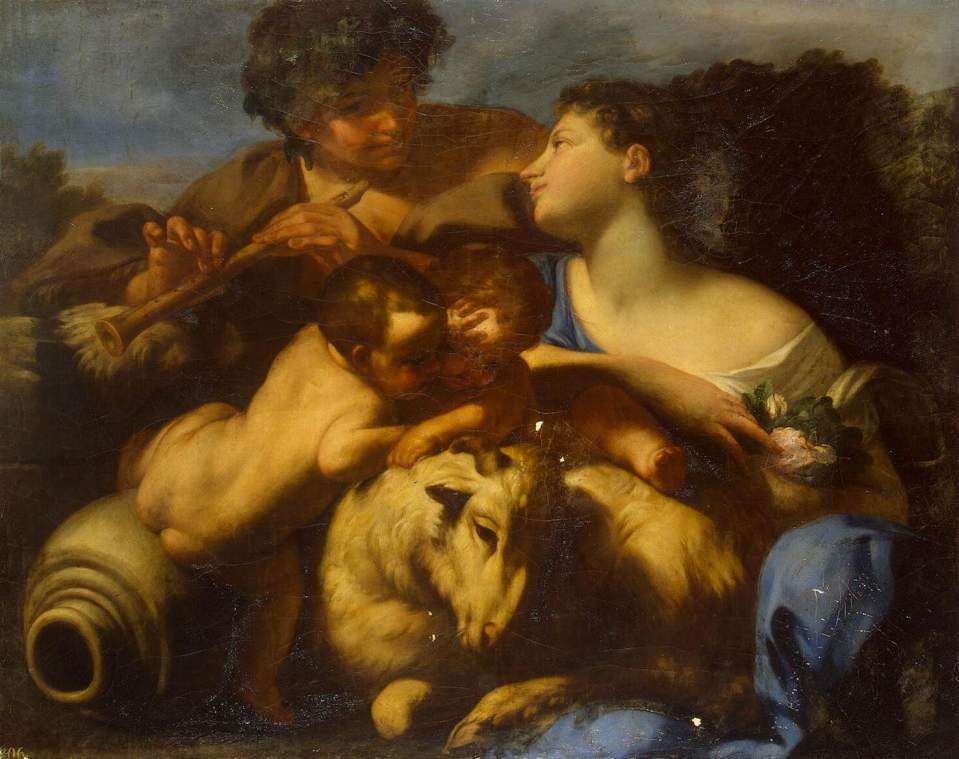
Пастух и пастушка. 1670-е. Холст, масло. Государственный Эрмитаж, Санкт-Петербург
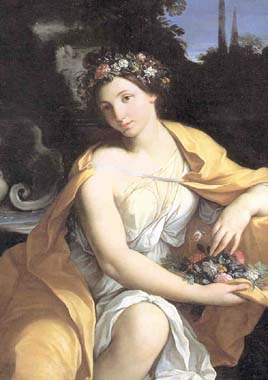
Аллегория весны
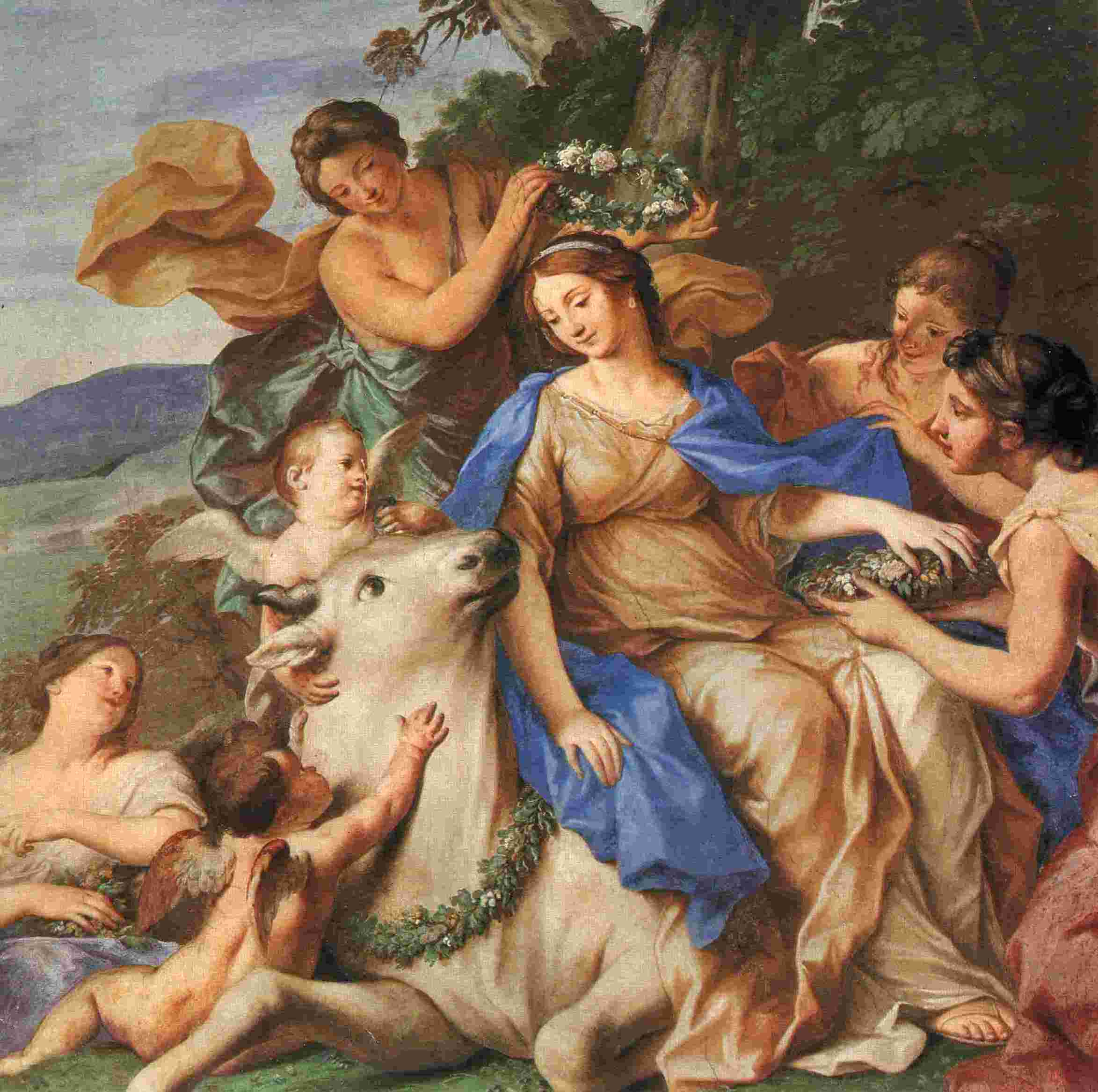
Похищение Европы. 1680. Деталь фрески в Палаццо Дукале-дель-Джардино, Парма